# Tesiophora
Tesiophora là một chi bướm đêm thuộc họ Geometridae.